# Batalla de Yerba Buena

1846, Bahía de Yerba Buena, hoy San Francisco, California

La Batalla de Yerba Buena fue un encuentro bélico durante la intervención estadounidense en México, durante la cual la Marina de Estados Unidos capturó y ocupó el pueblo de Yerba Buena, California (actualmente San Francisco, California) sin disparar un solo tiro. 

## Antecedentes
Una vez declarada la guerra contra México el 13 de mayo de 1846, el presidente James Polk inmediatamente ordenó la captura de California. Este había sido un territorio que Polk había deseado desde la anexión de Texas en 1845, y cuando la guerra con México estalló, vio la oportunidad perfecta para arrebatar esa tierra de manos mexicanas. El Escuadrón del Pacífico estadounidense recibió la orden de ocupar cada puerto y ciudad importantes de California, con la fuerza si era requerido. El 7 de julio de 1846, las naves USS Svannah, USS Cyane y USS Levant capturaron Monterrey, la capital de Alta California sin disparar un solo tiro. Esta ocupación es el antecedente principal de la Batalla de Yerba Buena.

## Batalla

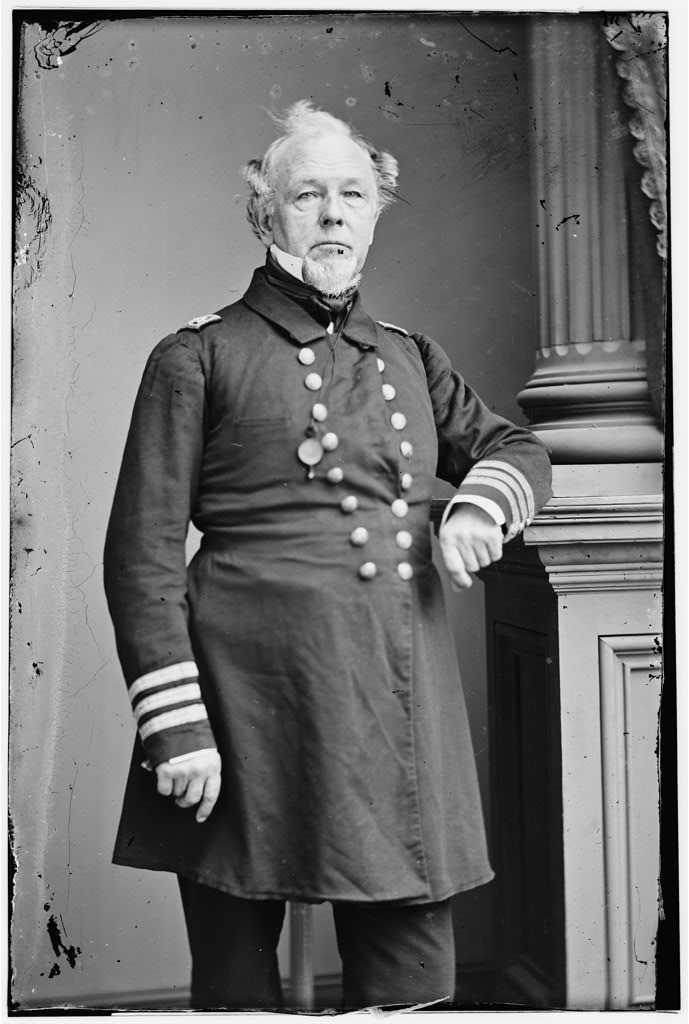
John B. Montgomery comandante de las fuerzas estadounidenses.

El 9 de julio de 1846, el USS Portsmouth, capitaneado por el comandante John B. Montgomery, navegó hacia la Bahía de San Francisco, con las intenciones de capturar el pueblo de Yerba Buena. A bordo de esta nave habían 220 navegantes y hombres ensillados, junto con un contingente de 27 marinos. La pequeña fuerza mexicana resguardada en el Presidio no disparó ante el USS Portsmouth, por miedo a que fueran fácilmente vencidos. El Portsmouth se detuvo a distancia de la orilla y un grupo de navegantes, soldados y marinos así como Montgomery y su gente, desembarcaron en botes hacia Yerba Buena
Al arribo a tierra de los estadounidenses, los soldados mexicanos sostuvieron el fuego y los habitantes de California se reunieron para ver a la fuerza americana. Montgomery y su tripulación caminó hacia donde se encontraba una bandera mexicana en la plaza principal. La quitó y colocó una bandera estadounidense, argumentando que Yerba Buena pertenecía a los Estados Unidos. Después del discurso de Montgomery, ordenó el desembarque del restante de la tripulación para tomar el Presidio de San Francisco y confiscar cualquier tipo de arma o munición disponible. De esta manera, el pueblo de Yerba Buena, y la tierra que se convertiría tiempo después en lo que conocemos como San Francisco, fue capturado por los Estados Unidos.
El siguiente objetivo de los estadounidenses sería el presidio de San Diego, tomado el 30 de julio.